# Troides amphrysus
Espèce
Statut CITES
Troides amphrysus est une espèce de lépidoptères (papillons) de la famille des Papilionidae et de la sous-famille des Papilioninae et du genre Troides.

## Taxinomie
Troides amphrysus a été décrit par Pieter Cramer en 1779 sous le nom initial de 'Papilio amphrysus.

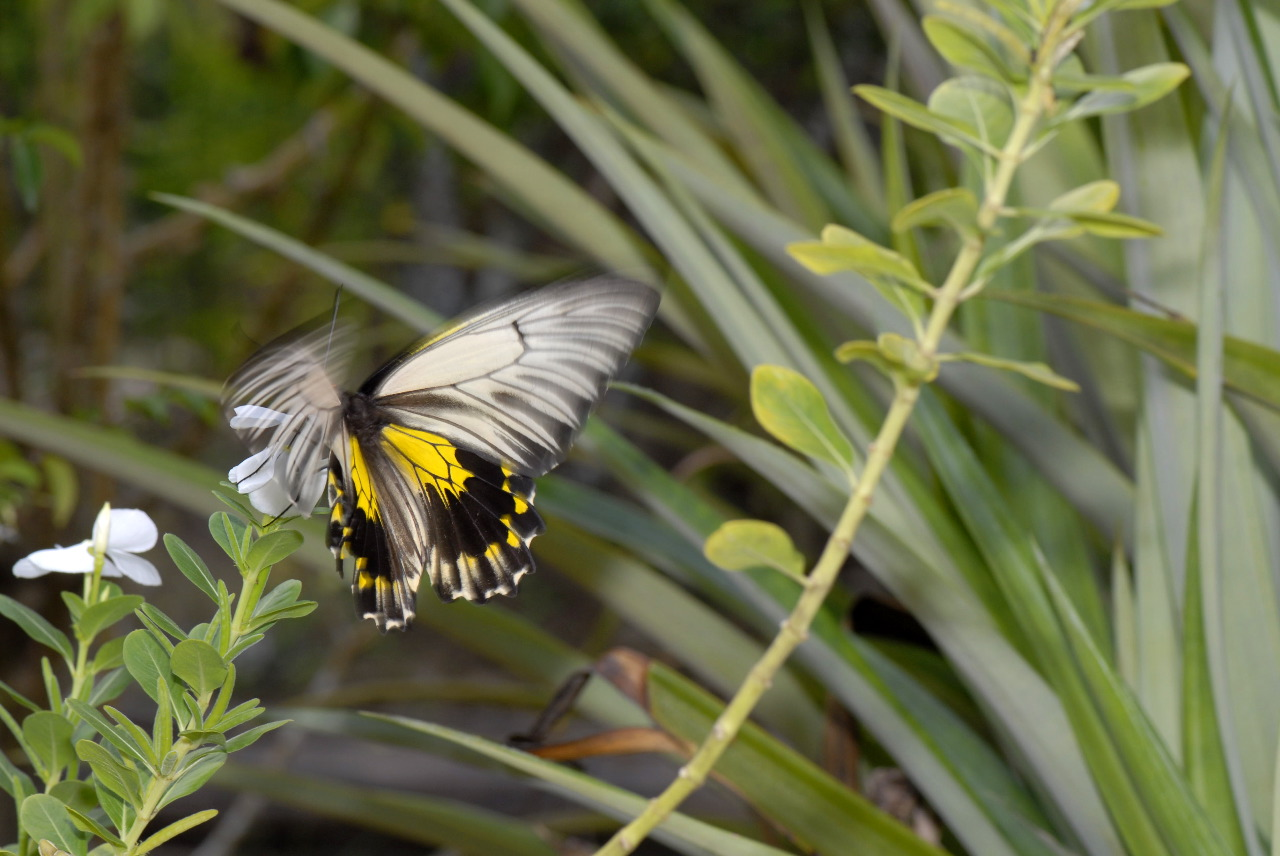
Troides amphrysus femelle

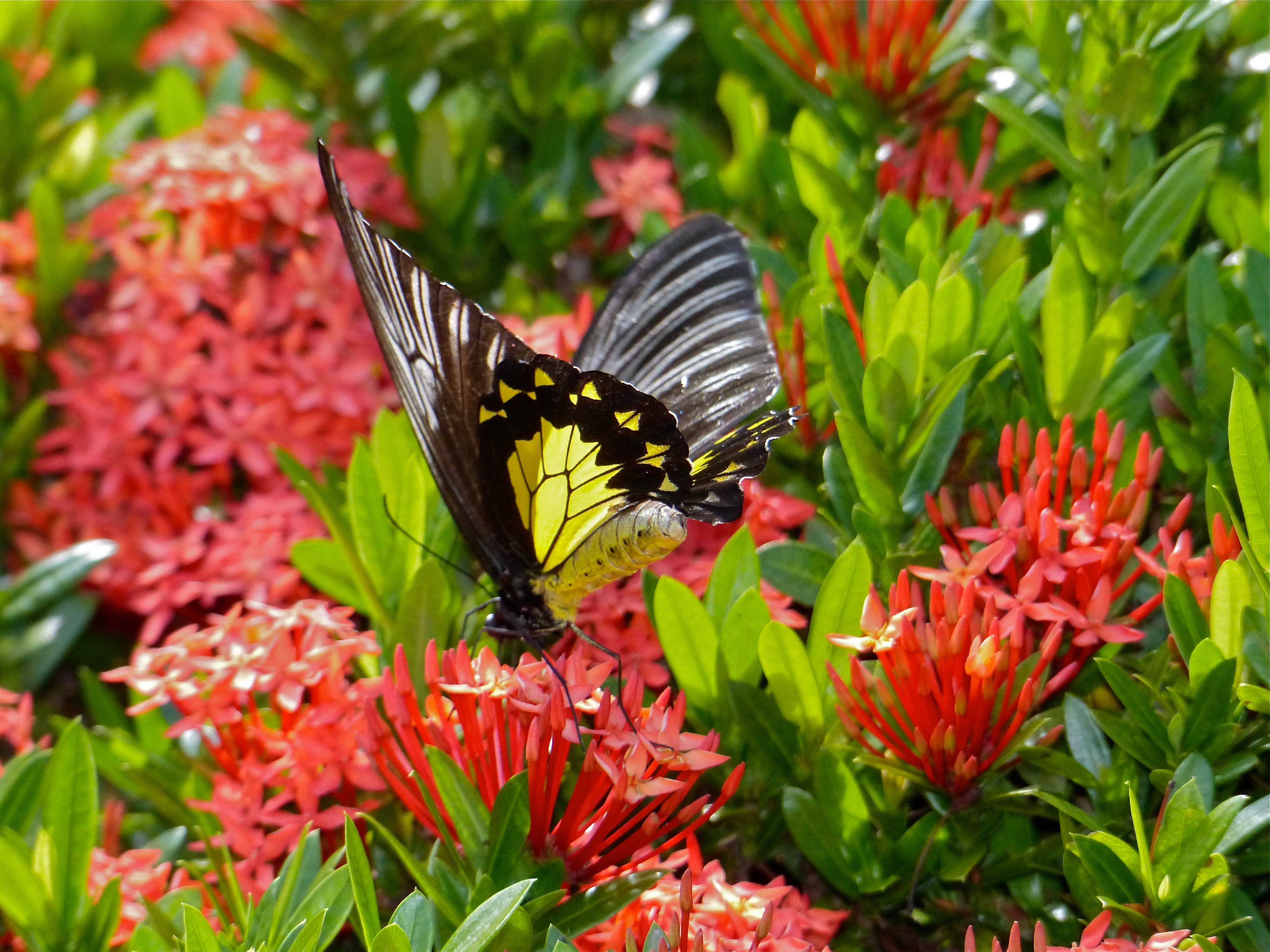
Troides amphrysus ♀

### Sous-espèces
- Troides amphrysus amphrysus; présent à Java et à Bali.
- Troides amphrysus actinotia (Jordan, 1908); présent dans le sud de Bornéo.
- Troides amphrysus arkumene Hayami, 1994); présent à Tioman
- Troides amphrysus astrea Hayami, 1992; présent aux iles Baniak
- Troides amphrysus chrysomelas Parrott & Schmid, 1984; présent à Natuma.
- Troides amphrysus euthydemus (Fruhstorfer, 1913); présent à Sumatra
- Troides amphrysus flavicollis (Druce, 1873); présent dans le nord de Bornéo.
- Troides amphrysus gardineri Fruhstorfer, 1902
- Troides amphrysus hilbert Hayami, 1992
- Troides amphrysus kecilensis (Schäffler, 1999) Rumbucher & von Knötgen, 1999
- Troides amphrysus kuris Kobayashi & Hayami, 1987
- Troides amphrysus merah Kobayashi & Hayami, 1992
- Troides amphrysus naokoae (Morita, 1996) Rumbucher & von Knötgen, 1999
- Troides amphrysus niasicus (Fruhstorfer, 1898); présent à Nias
- Troides amphrysus perintis Kobayashi, 1986
- Troides amphrysus ruficollis (Butler, 1879); présent en Malaisie, en Thaïlande et en Birmanie
- Troides amphrysus simeuluensis Ohya, 1985; présent à simeulueë
- Troides amphrysus vistara (Fruhstorfer, 1906); présent aux iles Batu
- Troides amphrysus zeus Kobayashi & Hayami, 1992[1].

## Description
Troides amphrysus est un papillon d'une envergure variant de 150 mm à 180 mm, aux ailes festonnées, dont la tête et le thorax sont noirs et l'abdomen jaune. Il existe un dimorphisme sexuel de couleur.
Les mâles ont les ailes antérieures noires aux veines soulignées de jaune, et les ailes postérieures jaunes à veines noires et fine bordure noire.
Les femelles, plus grandes que les mâles ont les ailes antérieures de couleur marron foncé à noire aux veines bordées de mordoré, et les ailes postérieures jaunes veinées de marron, bordure marginale marron et large bande submarginale formée de taches marron confluentes.

## Biologie

### Plantes hôtes
Les plantes hôtes de sa chenille sont des aristoloches, Aristolochia acuminata et Aristolochia foveolata.

## Écologie et distribution
Troides amphrysus est présent en Thaïlande, en Birmanie, en Malaisie, à Java, à Sumatra et à Bornéo,.

### Biotope
Troides amphrysus réside à 20 ou 30 mètres de hauteur dans le canopée.

### Protection
Troides amphrysus est protégé.

## Philatélie
Ce papillon figure sur une émission d'Indonésie de 1963 (valeur faciale : 12 + 3 r).